# Rue Saint-Christophe (ancienne)

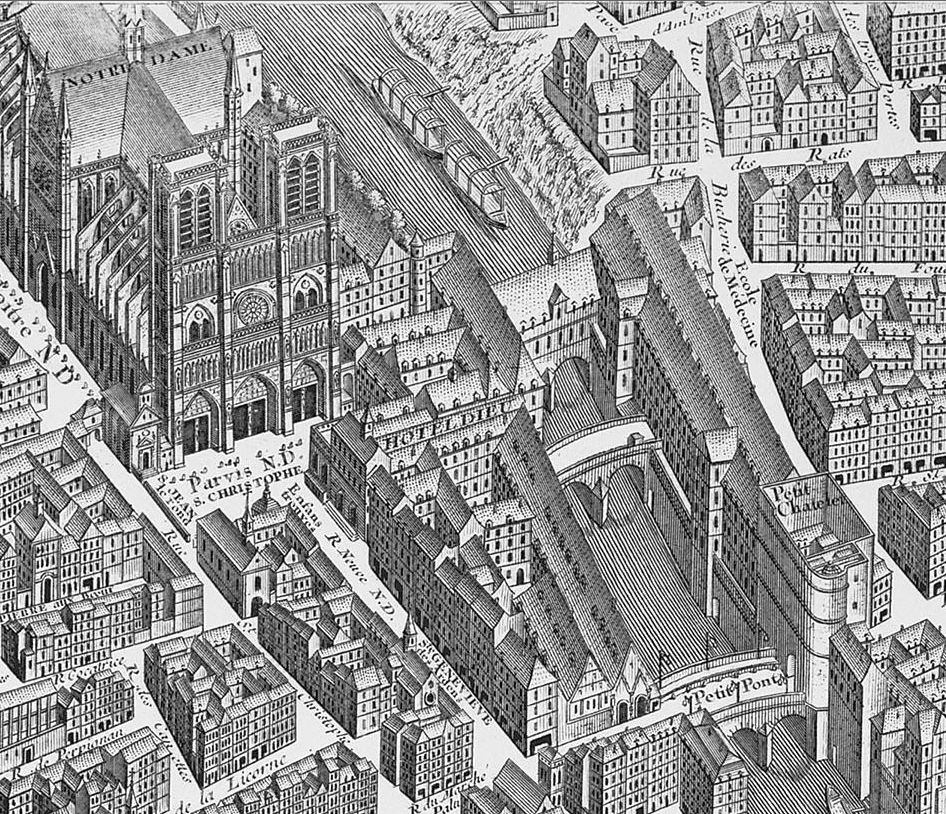
La rue Saint-Christophe sur le plan de Turgot vers 1730.

La rue Saint-Christophe est une ancienne rue de Paris, aujourd'hui disparue. Elle était située quartier de la Cité, sur l'île de la Cité et a disparu lors de la reconstruction de l'Hôtel-Dieu sur son site actuel et du réaménagement du parvis Notre-Dame. Elle ne doit pas être confondue avec l'actuelle rue Saint-Christophe dans le 15e arrondissement.

## Situation
Juste avant la Révolution française, la rue appartient à la paroisse Sainte-Madeleine. Pendant la Révolution française, elle fait partie de la section de la Cité, qui devient le quartier de la Cité lors de la création de l'ancien 9e arrondissement en 1795,. Elle fait ensuite partie du quartier Notre-Dame après la création du 4e arrondissement en 1859.
Longue de 87 m, cette rue commence au parvis Notre-Dame au niveau de la rue d'Arcole (rue Saint-Pierre-aux-Bœufs avant 1834) et finit rue de la Cité (rues de la Juiverie et du Marché-Palu avant 1834). Elle se prolonge par la rue de la Calandre. La rue de la Huchette-en-la-Cité (avant les années 1745-1757), la rue des Trois-Canettes, la rue de la Licorne et l'impasse de Jérusalem y aboutissent.

## Origine du nom
Cette dénomination lui vient de l'église Saint-Christophe que longeait la rue,.

## Historique
La rue apparaît dès 1218 sous le nom de « rue la Regraterie » et sous le nom de « rue Saint-Christophe » en 1292. Elle est citée dans Le Dit des rues de Paris de Guillot de Paris sous la forme « grand'rue Saint-Christofle ».
L'église Saint-Christophe, qui y était située, est érigée à l'emplacement d'une chapelle dépendant d'un monastère dont l’existence est attestée en 690. Il est plus tard transformé en hôpital et il était d'usage que les chanoines de la cathédrale y lavent les pieds des pauvres.
Elle est citée sous le nom de « rue Saint Cristofle », dans un manuscrit de 1636.
En 1747-1748, l’architecte Germain Boffrand (1667-1754) construit l'hôpital des Enfants-Trouvés entre les rues Neuve-Notre-Dame et Saint Christophe. Les maisons au sud de la rue Saint-Christophe sont toutes démolies. L'église, qui apparait encore sur le plan de Turgot dressé dans les années 1730, est détruite en 1747 pour agrandir le parvis Notre-Dame. L'hôpital est agrandi en 1782 par l’architecte Charles-François Viel avec un nouveau bâtiment construit dans la cour sur la rue Saint-Christophe. Le bâtiment, occupé par l'administration des hospices après la Révolution, est remanié et agrandi en 1838, occupant ainsi tout l'îlot et en faisant disparaître l'impasse de Jérusalem.
Le 22 mai 1865, la reconstruction de l'Hôtel-Dieu sur son site actuel est déclarée d'utilité publique. Les maisons côté pair de la rue Saint-Christophe sont démolies en novembre-décembre 1865 pour la construction des nouveaux bâtiments de l'Hôtel-Dieu. Le bâtiment de l’administration générale de l’Assistance publique est détruit en mai 1874 afin d'agrandir le parvis Notre-Dame,.

## Bâtiments remarquables et lieux de mémoire
- Le Cheval blanc au coin de la rue des Trois-Canettes, titres de propriété et de rente, baux, contentieux, 1324-1784 ;
- La Coupe et L'Écu de Bretagne, au coin de la ruelle Saint-Christophe[11].